# Alucita dohertyi
Alucita dohertyi là một loài bướm đêm thuộc họ Alucitidae. Loài này có ở Kenya, Tanzania và Uganda.